# Grande Casablanca

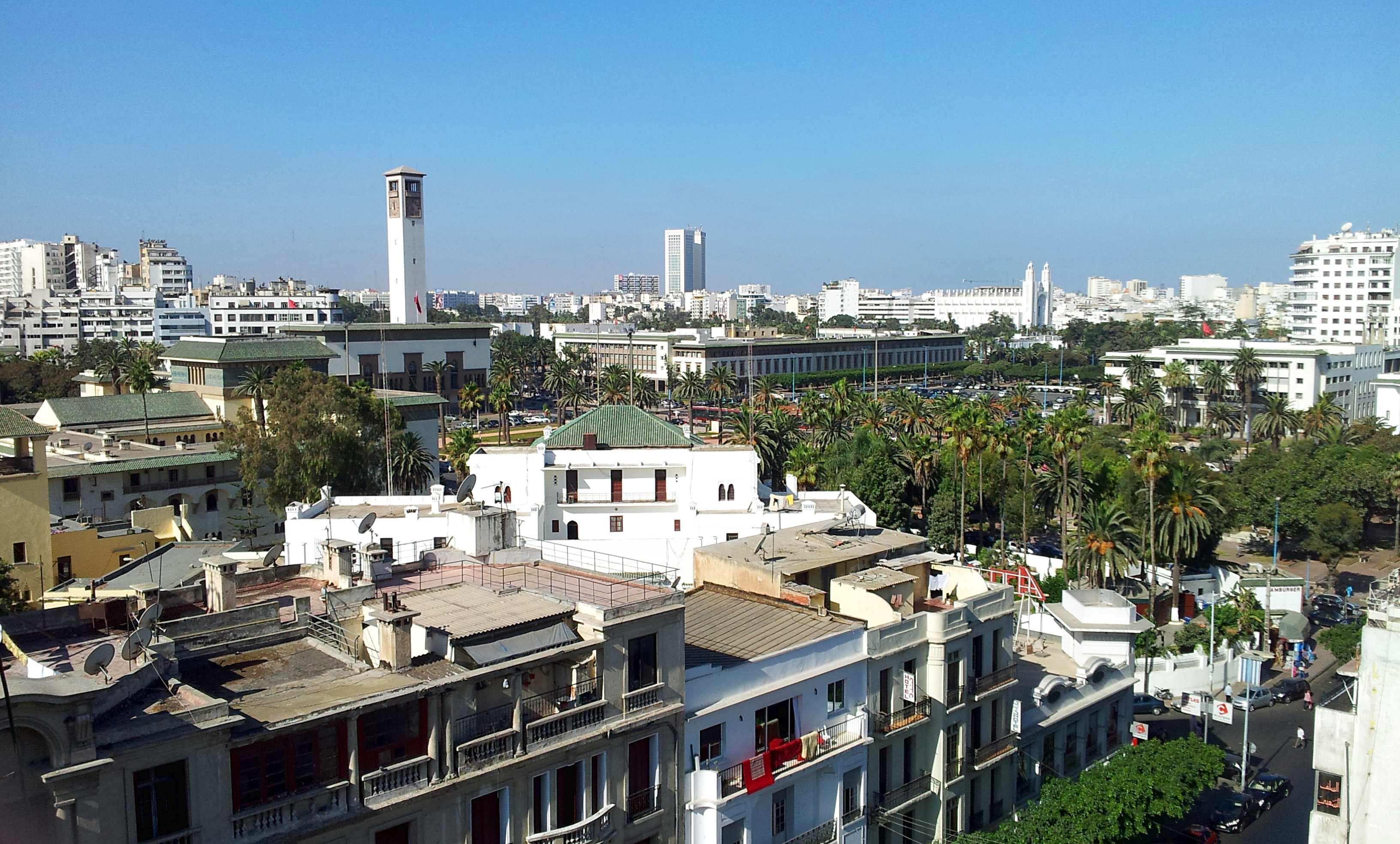
Centro de Casablanca

Grande Casablanca (em árabe: الدار البيضاء الكبرى) foi uma região de Marrocos, vigente entre 1997 e 2015. Sua capital era a cidade de Casablanca. Localizada no litoral marroquino, era a região mais densamente povoada do país, com uma área de 1 117 km² e 4 270 750 de habitantes em 2014. Ali funcionava o coração da economia marroquina com Casablanca, a maior cidade do país.
A região era limitada pelo oceano Atlântico ao norte e pela região de Chaouia-Ouardigha pelos outros lados. O último governador da Grande Casablanca foi Mohammed Kabbaj.
Em 2015, a região anexou as províncias de El Jadida e Sidi Bennour de Doukkala-Abda, e Benslimane, Berrechid e Settat da região de Chaouia-Ouardigha para a formação da nova região de Casablanca-Settat.

## Subdivisões
A região estava dividida em 8 prefeituras e 2 províncias:

### Prefeituras
- Ain Chock Hay Hassani
- Ain Sebaa-Hay Mohammedi
- Ben Msik-Sidi Othmane
- Casablanca-Anfa
- El Fida-Derb Soltane
- Mechouar Casablanca
- Sidi Bernoussi-Zenata
- Mohammedia

### Províncias
- Médiouna
- Nouaceur